# لوراس
لوراس (به ایتالیایی: Luras) یک کومونه در ایتالیا است که در استان البیا تمپیو واقع شده‌است.

## خصوصیات
لوراس ۸۶٫۹ کیلومترمربع مساحت و ۲٬۶۰۲ نفر جمعیت دارد و ۵۰۰ متر بالاتر از سطح دریا واقع شده‌است.